# Bihlerdorf
Bihlerdorf (mundartlich: Bilardorv, Bilar(s)doarf) ist ein Gemeindeteil in der Gemeinde Blaichach im bayerisch-schwäbischen Landkreis Oberallgäu. 

## Geographie
Das Dorf liegt südlich des Kernorts Blaichach am linken Ufer der Iller und am Rand der Kreisstadt Sonthofen. Bihlerdorf wird auf Grund der geographischen Nähe oftmals mit dem Ortsteil Seifriedsberg zu einem Ortsteil (Bihlerdorf-Seifriedsberg) zusammengefasst. Im Gewerbegebiet von Bihlerdorf Im Wasen sind einige für Blaichach bedeutsame Unternehmen angesiedelt.

## Ortsname
Der Ortsname stammt vom mittelhochdeutschen Wort bühel für Hügel, bzw. dem Einwohnernamen Bühler, und bedeutet Dorf der Leute, die am Hügel wohnen.

## Geschichte
Südlich des heutigen Orts befand sich bei Oberzollbrücke ein mittelalterlicher Burgstall. Bihlerdorf wurde erstmals urkundlich im Jahr 1396 mit heimenhofischen Eigenleuten ze Büchlerdorf genannt. Im Jahr 1818 fand die Vereinödung Bihlerdorfs mit 31 Teilnehmern und fünf Ausbauten statt.